# San Esteban de Pravia
San Esteban (en asturiano y oficialmente: San Esteban) es una parroquia del concejo asturiano de Muros de Nalón, en el Principado de Asturias (España). Ocupa una extensión de 2,31 km² y alberga una población de 518 habitantes.(INE 2017)
Su único núcleo de población, San Esteban, posee la categoría histórica de lugar y dista de la capital, Muros, 2,5 km.

## Toponimia
Este pueblo es conocido por San Esteban de Pravia, también llamado San Esteban o en su denominación clásica San Esteban de Bocamar.
El primer documento en el que aparece el nombre del pueblo data de 1148. “Ideo do et offero hunc monasterium uocabulo Sancti Stephani de Boca de Mar, in territorio Prauia, super flumine Nelone. Do et concedo illo ad Sancta Maria de Lapedo integro per suis locis antiquis”.
En 1151 se recoge el nombre de  "Sactum Steohanum de Boca de Mare".
Este topónimo acaba derivando en "San Esteban de Bocamar" o "San Esteban de Boca de Mar", como fue referido por Jovellanos.
En diferentes documentos de los siglos XVIII y XIX ya aparece el nombre de San Esteban de Pravia.

## Situación

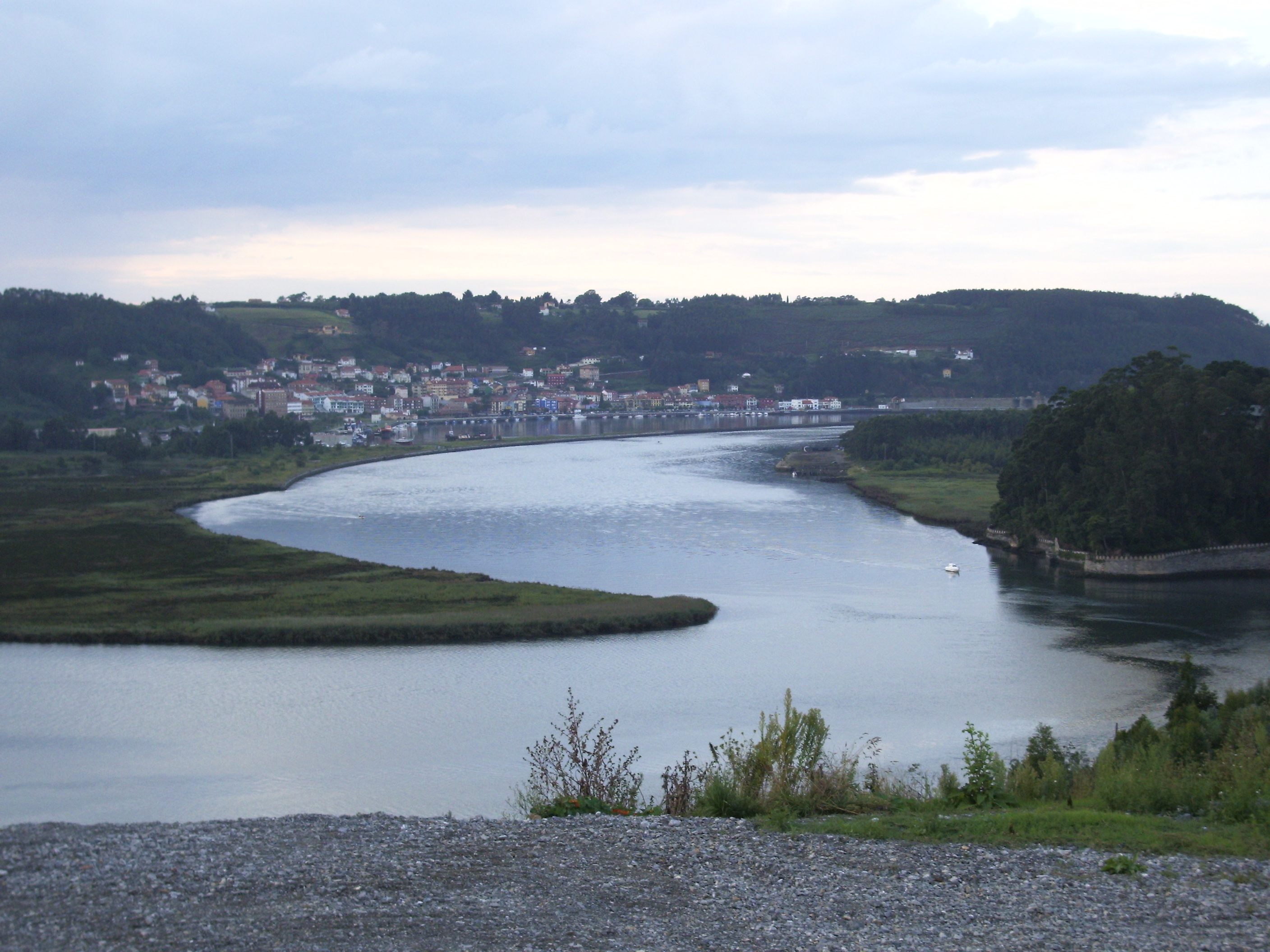
San Esteban al fondo, con la Ría de Pravia en primer término.

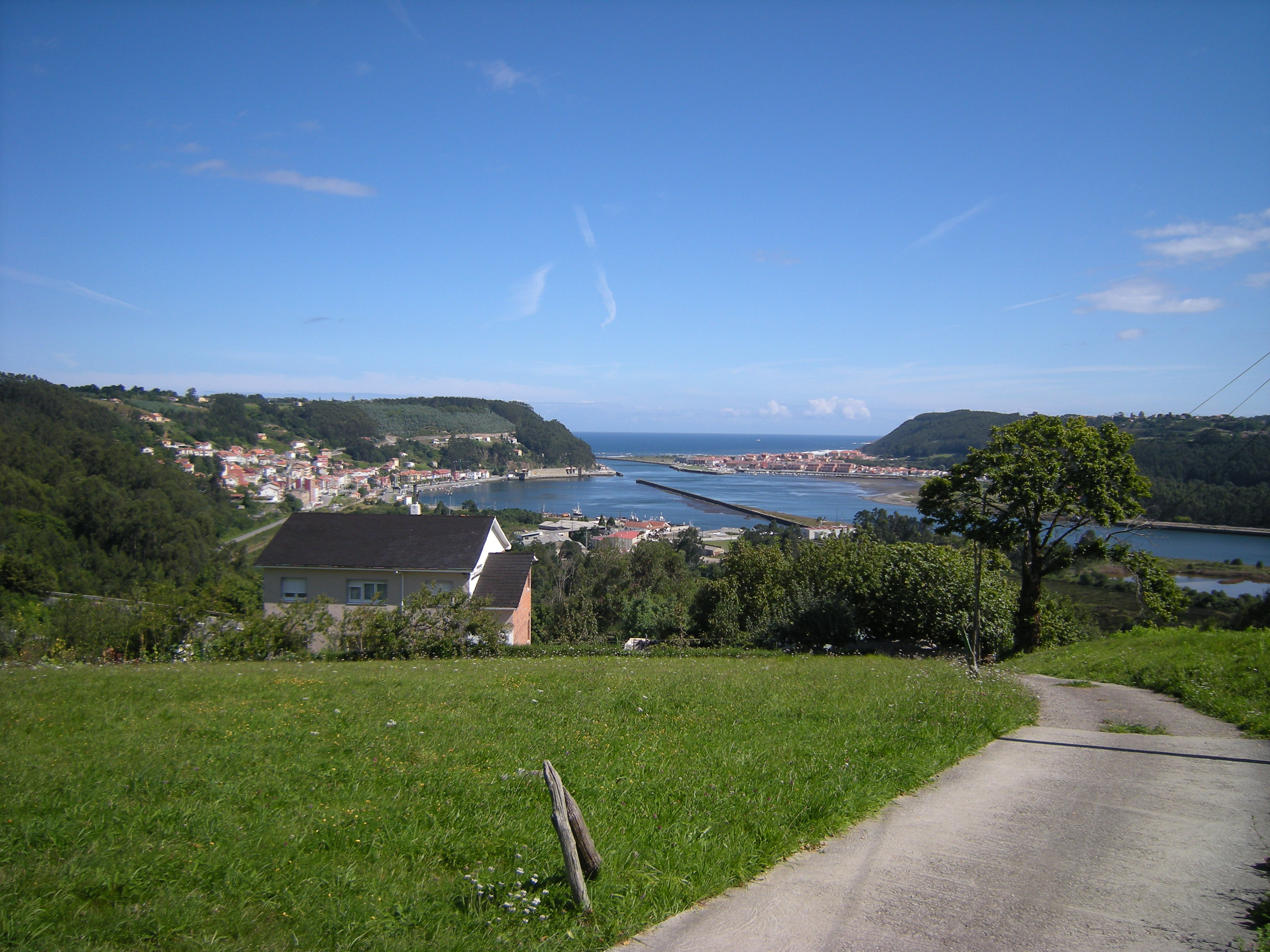
San Esteban y la ría.

San Esteban se encuentra en la margen izquierda de la Ría de Pravia, en la desembocadura del río Nalón en el mar Cantábrico.
Sufrió un gran auge y crecimiento desde finales del siglo XIX hasta mediados del XX ya que fue utilizado como puerto industrial para dar salida al mar al mineral de carbón extraído en los valles mineros de Mieres, Aller, Riosa, Teverga, Quirós, Cangas del Narcea y Tineo, entre otros.
En San Esteban finaliza la vía férrea promovida por la Sociedad General de Ferrocarriles Vasco Asturiana, conocida popularmente como El Vasco, hoy propiedad de FEVE, que discurre desde Collanzo y que servía para transportar el mineral de carbón extraído. Poseía, además, diversos ramales de compañías privadas e instalaciones de transferencia, entre los que destacan el Ferrocarril de Riosa y el Ferrocarril de los Valles de Trubia, con ramales a Quirós y Teverga.
El Ferrocarril de Pravia a Villablino, que aunque comenzaron sus obras, nunca llegó a entrar en servicio, estaba destinado a transportar hasta el puerto de San Esteban el mineral extraído en la cuenca alta del río Narcea y en la minería berciana.
Las viejas instalaciones portuarias de embarque de mineral son parte importante de la geografía del pueblo, contándose entre ellas los cargaderos de mineral y las grúas de carga que se yerguen impertérritas al paso de los tiempos, así como el antiguo faro que domina la entrada del puerto. Al otro lado de la ría se encuentra el pueblo de San Juan de la Arena, en el municipio de Soto del Barco.

## Puerto de San Esteban

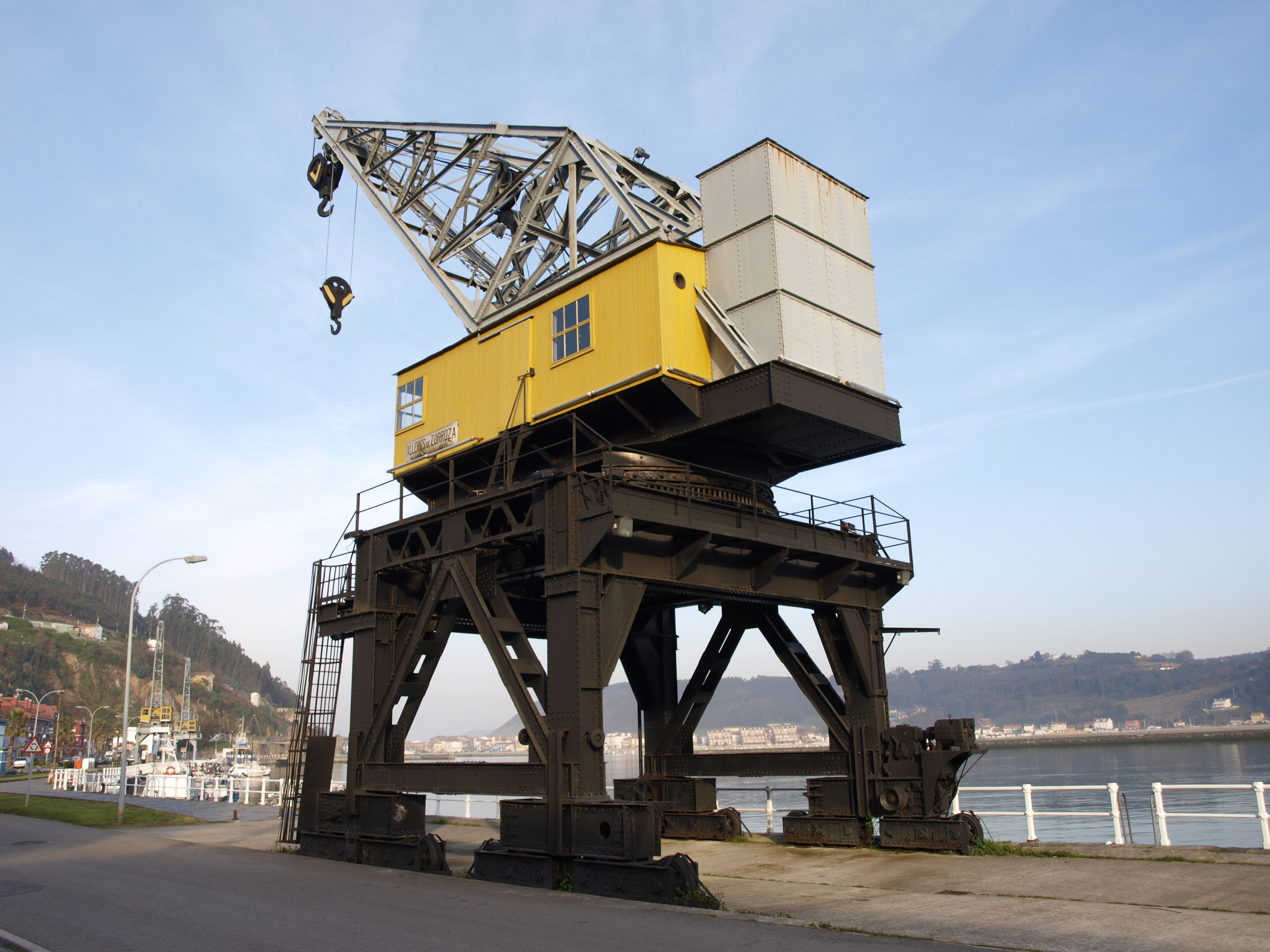
Antigua grúa en el puerto de San Esteban.

El puerto forma un conjunto de marcado interés histórico-industrial. Actualmente su uso es básicamente recreativo, contando también con algunas embarcaciones pesqueras. 
Entre otros aspectos de la recuperación turística de San Estaban de Pravia, destaca el hecho que los antiguos cargaderos de mineral han sido restaurados e integrados en un paseo accesible desde el propio pueblo así como desde la carretera que lleva a la playa (conocida como el Garruncho por los habitantes locales y donde se encuentran situadas unas piscinas de uso público y agua salada).
El puerto contaba con el antiguo remolcador, construido en 1902 en Dartmouth, llegando años después a San Esteban, prestando servicios hasta finales de los años 60. Actualmente se encuentra en Avilés. Destacan varias de las antiguas grúas, todas ellas recuperadas, que datan de la primera mitad del siglo XX, y edificios como la Junta de Obras del Puerto de San Esteban (1929), la comisaría portuaria (1926), la Casa de Rafael Altamira (siglo XIX), las tolvas para carbón (1930), la Casa de Aduanas Marítimas (1940) y la Caseta de Carabineros (estilo Internacional, 1930). En el entorno pueden observarse numerosas casas de los siglos XIX y XX de estilo ecléctico y modernista.

## Personas destacadas
- Francisco de Paula Coloma Gallegos y Pérez (1912-1993), militar. Fue ministro del Ejército de 1973 a 1975.

- Tito Fernández (director) (1930-2006), director de cine español entre los años 60 y 90, cabría destacar como su éxito más sonado la dirección de la mítica serie de Antena 3 Los ladrones van a la oficina.

- Juan Sánchez, político y concejal de Paterna

## Accesos
San Esteban es accesible desde la carretera N-632 y la Autovía del Cantábrico, a través de las carreteras locales MU-1 y MU-2, y por ferrocarril, a través de la línea C-7 de Cercanías Asturias (estación de San Esteban de Pravia).

## Fiestas
- El Carmen: Se celebra una misa marinera en honor a la patrona, a continuación los jóvenes del pueblo, tanto chicos como chicas, vestidos de marineros, sacan a hombros la imagen de la virgen hasta el puerto de la localidad y allí es embarcada en una lancha, en la que salen a la desembocadura del río Nalón a bendecir las aguas, y a rezar un responso, para a continuación tirar una corona de laurel, en recuerdo de los marineros fallecidos en la mar. La procesión es acompañada por numerosa gente, autoridades y gaitas, y el pueblo se engalana con banderas en los balcones. Las bocinas de las embarcaciones que en la procesión marítima acompañan a la virgen, y la sirena de la rula, lonja, de S. Juan de la Arena, hacen una procesión diferente.